# Wolokonowka (Belgorod)
Wolokonowka (russisch Волоко́новка) ist eine Siedlung städtischen Typs in der Oblast Belgorod (Russland) mit 11.552 Einwohnern (Stand 14. Oktober 2010).

## Geographie
Die Siedlung liegt etwa 90 km östlich des Oblastverwaltungszentrums Belgorod am linken Ufer des Oskol, eines linken Nebenflusses des Sewerski Donez.
Wolokonowka ist Verwaltungszentrum des gleichnamigen Rajons Wolokonowka und bildet als deren einziger Ort eine Stadtgemeinde (gorodskoje posselenije) gleichen Namens.

## Geschichte
Der Ort entstand, nachdem Fürst G. Wolkonski in den Orten Achtyrka, Woroschba und Gluchow (in der heutigen Ukraine) Freiwillige anwarb und in der Gegend ansiedelte. Auf den Familiennamen Wolkonski geht auch der Ortsname zurück. Wolokonowka wurde noch im 18. Jahrhundert eines der lokalen Handelszentren und hatte den Status einer Sloboda. Der Ort gehörte zum Ujesd Birjutsch des Gouvernements Woronesch.
In der sowjetischen Periode wurde Wolokonowka 1928 Verwaltungszentrum des neu geschaffenen gleichnamigen Rajons, der bis zur Ausgliederung der Oblast Belgorod 1954 zur Oblast Woronesch gehörte. Im Zweiten Weltkrieg wurde der Ort am 3. Juli 1942 von der deutschen Wehrmacht besetzt und am 3. Februar 1943 von der Roten Armee zurückerobert. 1961 erhielt Wolokonowka den Status einer Siedlung städtischen Typs.

### Bevölkerungsentwicklung
| Jahr | Einwohner |
| ---- | --------- |
| 1939 | 7.045     |
| 1959 | 8.001     |
| 1970 | 9.989     |
| 1979 | 10.931    |
| 1989 | 12.535    |
| 2002 | 12.256    |
| 2010 | 11.552    |

Anmerkung: Volkszählungsdaten

## Sehenswürdigkeiten
In Wolokonowka ist die eklektizistische Mariä-Entschlafens-Kirche (церковь Успения Пресвятой Богородицы, zerkow Uspenija Preswjatoi Bogorodizy) von 1885 erhalten.

## Wirtschaft und Infrastruktur
In Wolokonowka gibt es Betriebe der Lebensmittelindustrie und der Bauwirtschaft. Der Ort liegt an der auf diesem Abschnitt am 1. Oktober 1897 eröffneten Eisenbahnstrecke, die Moskau über Jelez und Waluiki mit dem ukrainischen Donezbecken verbindet (Streckenkilometer 712), die heute von der Südost-Eisenbahn betrieben wird. Durch Wolokonowks verläuft die Regionalstraße R187, die das etwa 40 km nördlich gelegene Nowy Oskol mit Rowenki im Südosten der Oblast verbindet.